# Perfume (Japanse band)
Perfume (Japans: パフューム; Romaji: Pafyūmu) is een J-pop-meidengroep uit Hiroshima. De groep is opgericht in 2000 en bestaat uit drie leden: Nocchi (Ayano Ōmoto), A~Chan (Ayaka Nishiwaki) en Kashiyuka (Yuka Kashino).
Perfume speelt muziek onder verschillende genres, waaronder: J-pop, Synthpop, Technopop, Electropop en EDM. De groep was tot 2012 in contract bij Tokuma Japan Communicationsen en is sinds 2012 onder contract bij Universal Music Group en Perfume Records.

## Geschiedenis

### 2000-2003: Vorming, vroege carrièreontwikkeling en lokale bekendheid in Hiroshima
In 2000 vormden Ayaka Nishiwaki, Yuka Kashino en Yuka Kawashima een groep binnen de Actors School Hiroshima (ASH). Echter, nog voor de groep kon debuteren besloot Kawashima de groep te verlaten toen ze ook ASH verliet. Nishiwaki vond toen Ayano Ōmoto (Nocchi) als vervanging.
In maart 2002 debuteerde Perfume in Hiroshima met de single "Omajinai Perori" en later dat jaar in november kwam "Kareshi Boshūchū" uit. Beide singles werden enkel uitgegeven in Hiroshima door het label Momiji. Rond deze tijd ontmoetten ze ook Mikiko, een choreograaf die vanaf dan al hun choreografie zou coördineren.

### 2003-2005: Bee-Hive tijdperk in Tokyo
In 2003, na de diploma uitreiking van de Actors School in Hiroshima verhuisde het trio naar Tokyo. Daar gingen ze bij het indie record label Bee-hive en gingen ze bij het management kantoor Amuse Inc. In Tokyo ontmoette ze ook Yasutaka Nakata, die later hun muziekproducer zou worden. Tussen 2003 en 2004 brachten ze "Sweet Donuts", "Monochrome Effect" en "Vitamin Drop" uit. Rond deze tijd kregen ze ook het eerste 3 optredens. Ondanks dat geen van deze nummers een hit werd, besloot hun management toch om Perfume een grootschalig debuut te geven.

### 2005-2007: Nieuw platenlabel en Perfume: Complete Best
Op 21 september 2005 maakte Perfume hun grootte debuut onder hun nieuwe platenlabel Tokuma Japan Communications en ze brachten "Linear Motor Girl" uit. "Computer City" en "Electro World" werden beiden in 2006 uitgebracht. Op 2 augustus 2006 werd "Perfume: Complete Best" uitgebracht samen met een nieuw nummer, "Perfect Star, Perfect Style". Op 20 december 2006 werd het nummer "Twinkle Snow Powdery Snow" uitgebracht. Dit nummer kwam later terug op hun single "Fan Service: Sweet". Op 21 december 2006 had Perfume een live concert in Harajuku Astro Hall dat opgenomen werd en later uitgegeven werd als "Fan Service: bitter".

### 2007-2008: Eerste succes en GAME-tijdperk
In 2007 kreeg Perfume de mogelijkheid om nog een single uit te geven, dat werd "Fan Service: Sweet" met het nummer Chocolate Disco. Alhoewel "Fan-Service: Sweet" niet super goed verkocht, was "Chocolate Disco" toch in staat om de aandacht van Kimura Kaela te lokken, vanaf dan speelde Keale de muziek van Perfume vaak op haar radioprogramma. Akira Tomotsugi, een commercieel directeur, ontdekte Perfume door naar het radioprogramma van Kaele te luisteren. Hij besliste om Perfume te gebruiken voor een televisiespotje voor recyclen op 2 juli 2007 met het nummer "Polyrhythm". "Polyrhythm" werd redelijk populair en wordt gezien als het begin van het nationale succes van Perfume.
In 2008 kwam Perfume met een nieuwe single: "Baby Cruising love/Macaroni", deze singe verkocht 50.000 exemplaren. Op 16 april 2008 kwam hun eerste studioalbum "Game" uit. Game werd 450.000 keer verkocht. Na het succes van de single werd aangekondigd dat Perfume een tour zou doen, er werden 10 concerten volledig uitverkocht. Perfume kondigde ook hun nieuwe single "Love the World" aan rond deze tijd.

### 2008-2009: Triangle-tijdperk

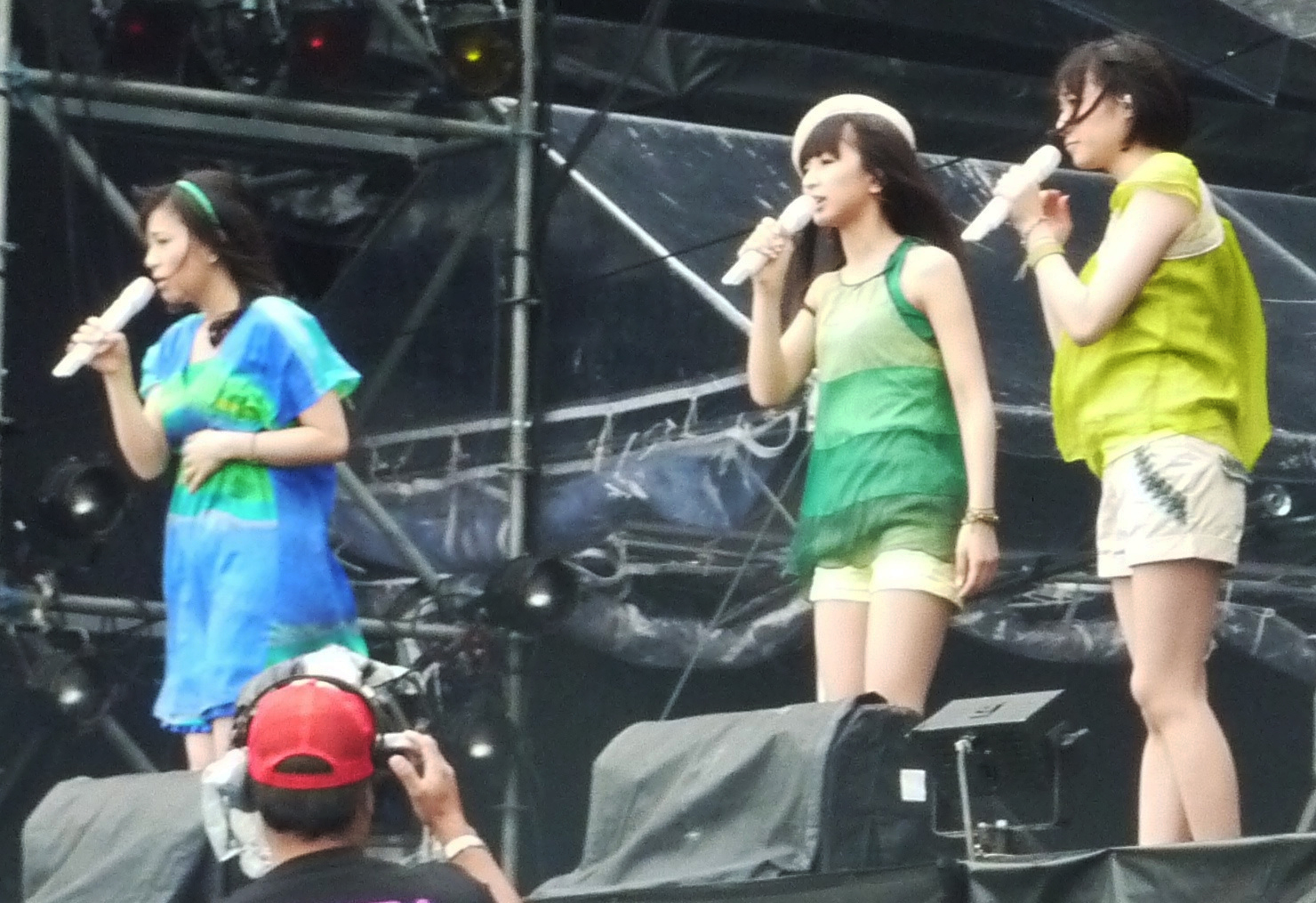
Perfume op ROCK IN JAPAN FES. 2009.

"Love the World" werd op 9 juli 2008 uitgebracht en in oktober 2008 werd de "Perfume First Tour: Game" DVD aangekondigd. 2008 eindigde met de release van hun 13e single "Dream Fighter", ze mochten ook zingen bij "NHK's 59th Kōhaku Uta Gassen", een oudjaar liveprogramma. Op 25 maart 2009 werd hun 14e single "One Room Disco" uitgebracht. In april 2009 begon "Perfume's Chandelier House", een comedy sketchprogramma over Perfume. Triangle kwam uit op 8 juli 2009 en werd een nummer 1-hit voor Perfume en verkocht meer dan 300.000 exemplaren. Ze gingen ook en een 2e nationale tour om dit album te promoten.

### 2010-2011: Overzeese activiteiten en JPN-tijdperk
In 2010 kwam "Fushizen na Girl / Natural nit Koishite" uit. Ze gingen ook op een fanclub tour genaamd "Perfume 10th Anniversary Fan Club Tour" en ze kondigden ook aan dat ze een show zouden geven in Tokyo Dome genaamd "1 2 3 4 5 6 7 8 9 10 11." Perfume kwam ook voor in een Pepsi reclame campagne in Japan. op 11 augustus 2010 vierde Perfume hun 10e verjaardag met de release van een nieuwe single: "Voice". Deze single werd ook gebruikt in een Nissan reclame
In 2011 kwam hun single Polyrhythm voor in de Pixar film Cars 2. Het nummer zat toen ook in de officiële soundtrack van de film. Perfume was ook uitgenodigd op de première van Cars 2 in Los Angeles op 18 juni 2011. Na de release van de film steeg de populariteit van Perfume sneller dan ooit tevoren. Ze deden ook een 2e televisiespot voor Kirin met hun nieuw nummer "Glitter".
Op 5 september 2011 werd bekendgemaakt dat JPN, het 2e album van Perfume, op 30 november 2011 zou verschijnen. Nog voor de release van het album brachten ze de nieuwe single "Spice" uit, op deze single stond ook "Glitter", het nummer dat gebruikt werd in de kirin reclame. Op 15 oktober 2011 vertegenwoordigde Perfume samen met de band AAA Japan op het 2011 Asia Song Festival dat dat jaar werd georganiseerd in Daegu, Zuid-Korea. ze speelden er tegen de Koreaanse acts Super Junior, Girls' Generation, Beast en Lee Seung-gi, de Chinese zangers Bibi Zhou and Leo Ku, de Taiwanese zanger Peter Ho en de Thaise zangeres Tata Young.

### 2012: Verandering van platenmaatschappij
Op 28 februari 2012 werd bekendgemaakt dat Perfume zou overstappen naar Universal Music Japan om overzees te beginnen werken, er werd ook bekendgemaakt dat het laatste nieuwe album van de groep, JPN zou worden aangeboden in meer dan 50 landen via iTunes en op 6 maart 2012 kwam er een officiële wereldwijde website. De eerste single uitgegeven door Universal Music was Spring of Life.

### 2013: Internationale doorbraak en LEVEL3-tijdperk
Op 27 februari 2013 werd de 13e single van Perfume "Mirai no Museum" uitgebracht. Het nummer werd ook gebruikt als openingslied voor de Doraemon film, "Nobita no Himitsu Dōgu Museum". Van 29 mei tot 18 juni hield de groep een live tour genaamd "Zutto Suki Datta'n'jake: Sasurai no Men Kata Perfume Fes!!", de optredens waren in een "Battle of the Bands" stijl samen met 3 andere artiesten: Kazuyoshi Saito, Tamio Okuda en Maximum the Hormone. De tour bestond uit 6 optredens in de "Zepp music halls" van Tokyo, Nagoya en Osaka. Perfume trad ook live op op het Ultra Music Festival in Zuid-Korea op 14 juni. Op 22 mei werd de 2e single van 2013 uitgebracht genaamd "Magic of Love" die samen werd uitgebracht met de live DVD "Perfume World Tour 1st". Op de dvd stond een opname van het optreden in Singapore van hun eerste wereldtournee. Op 20 juni 2013 werd Perfume uitgenodigd op het Cannes Lions International Festival of Creativity waar het "Perfuem Global Site Project" werd voorgesteld en een Silver Lion kreeg in de categorie Cyber Lions, ze traden er ook op met een speciale versie van hun single "Spending All My time". In juni 2013 startte de groep met hun tweede wereldtournee in Keulen, Londen en Parijs. Op 19 juni werd Het vierde studioalbum van Perfume, Level3, aangekondigd, het album is uitgebracht op 2 oktober 2013, het is tevens hun eerste album voor Universal Music Japan. Op 27 november 2013 kwam hun 19e single "Sweet Refrain" uit. Dit nummer werd ook gebruikt als openingsnummer voor het TV Asahi programma Toshi Densetsu no Onna 2 dat werd uitgezonden vanaf 11 oktober 2013.

### 2014: Perfume FES!! 2014, 5e tour "Gurungurun" en "World Tour 3rd"
Op 22 februari 2014 werd Perfume uitgenodigd om op te treden op de 9de KKBOX Music Awards in Taiwan. Ze kondigden ook hun 2e co-headlining tour genaamd Perfume FES!! 2014 aan, Perfume FES!! 2014 liep van 15 tot 20 maart, in deze tour werd het "Battle of the Bands" principe hergebruikt maar dan met 8 andere bands waaronder 9nine, Tokyo Ska Paradise Orchestra en Rip Slyme. Er waren 9 optredens in verschillende concertzalen in Tokyo, Hiroshima, Shizuoka, Ishikawa, Kagawa en Seoul (Zuid-Korea).
Op 27 mei werd aangekondigd dat hun nieuwe single "Cling Cling" zou uitkomen op 16 juli samen met 3 andere nummers. Op 24 juni werd de naam van hun derde tour aangekondigd, "Perfume World Tour 3th" liep van 31 oktober tot 15 november en ging naar Taiwan, Singapore, het Verenigd Koninkrijk, en voor de eerste keer naar de Verenigde Staten. Op 16 juli kwam hun 20e single, Cling Cling, uit samen met 3 andere nummers genaamd "Hold Your Hand", "Display" en "Ijiwaru na Hello". De muziekvideo van Hold Your hand bestond uit allerlei foto's van Perfume fans van over de hele wereld die allemaal een woord van die tekst op hun hand schrijven.

### 2015-2016: 15e verjaardag, "We Are Perfume" en Cosmic Explorer
Op 29 april 2009 kwam de dubbele A-kant single Relax in the City // Pick Me Up uit, OK Go maakte een cameo in de muziekvideo voor Pick Me Up.

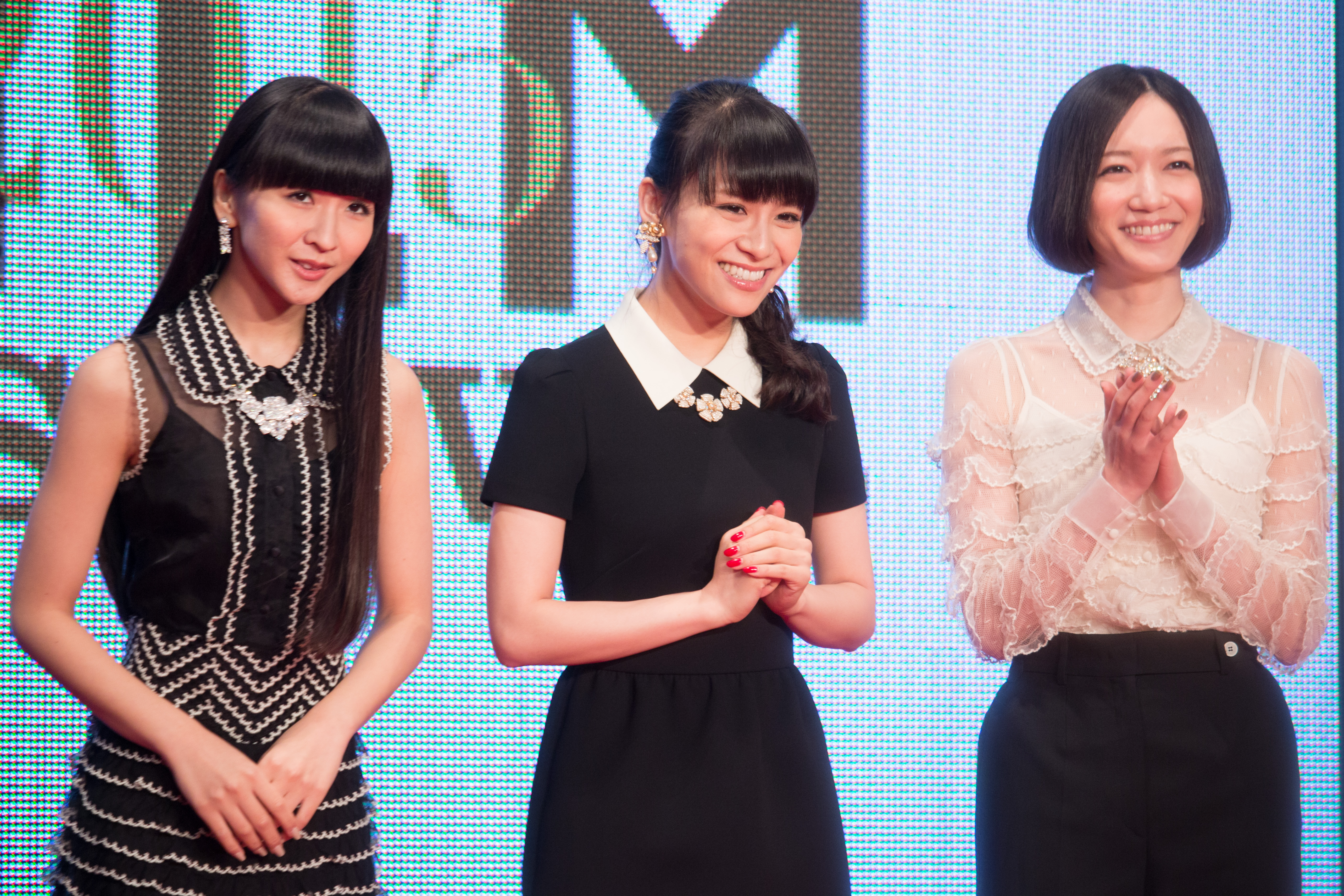
A-chan, Nocchi & Kashiyuka (Perfume) op de openingsceremonie van het 28e Tokyo International Film Festival

Op 15 oktober kwam de single Star Train uit, het nummer werd gebruikt als titelnummer voor de documentaire over het 3e wereldtournee. Op 25 december 2015 kondigde Perfume aan dat het 5e album, Cosmic Explorer in de volgende lente zou uitkomen, later werd bekend dat dit 6 april zou zijn. Er werd ook een tournee georganiseerd met dezelfde naam.

### 2017: Nieuw tijdperk en Tokyo Girl
Op 15 februari 2017 kwam de nieuwe single van Perfume, Tokyo Girl, uit, het nummer "Tokyo Girl" werd als titelnummer gebruikt in het Nippon TV televisieprogramma Tokyo Tarareba Musume. Het nummer op de B-kant "Houseki No Ame" werd gebruikt in een Ora2 reclame voor tandpasta.

## Leden

### Huidige leden
- Kashiyuka (echte naam: Yuka Kashino)
- A~chan (echte naam: Ayaka Nishiwaki)
- Nocchi (echte naam: Ayano Ōmoto)

### oud-leden
- Kawayuka (echte naam: Yuka Kawashima)

## Discografie

### Studioalbums
| Titel           | Muzieklabel                 | Verschijningsdatum       |
| --------------- | --------------------------- | ------------------------ |
| Game            | Tokuma Japan Communications | 16 april 2008 (Japan)    |
| ⊿ Triangle      | Tokuma Japan Communications | 8 juli 2009 (Japan)      |
| JPN             | Tokuma Japan Communications | 30 november 2011 (Japan) |
| Level3          | Universal Music Group       | 2 oktober 2013 (Japan)   |
| Cosmic Explorer | Universal Music Group       | 6 april 2016 (Japan)     |
| Future Pop      | Universal Music Group       | 15 augustus 2018 (Japan) |

### Compilatiealbums
| Titel                      | Muzieklabel                 | Verschijningsdatum        |
| -------------------------- | --------------------------- | ------------------------- |
| Perfume: Complete Best     | Tokuma Japan Communications | 2 augustus 2006 (Japan)   |
| Fan Service: Prima Box     | Amuse, Inc                  | 13 februari 2008 (Japan)  |
| Love the World             | Tokuma Japan Communications | 12 september 2012 (Japan) |
| Perfume The Best "P Cubed" |                             |                           |

### Singles
| titel                                                          | jaar | album                  |
| -------------------------------------------------------------- | ---- | ---------------------- |
| Omajinai Perori (OMAJINAI★ペロリ                               | 2002 | non-album indie single |
| "Kareshi Boshūchū" (彼氏募集中)                                | 2002 | non-album indie single |
| "Sweet Donuts" (スウィートドーナッツ)                          | 2003 | Perfume: Complete Best |
| "Monochrome Effect" (モノクロームエフェクト)                   | 2004 | Perfume: Complete Best |
| "Vitamin Drop" (ビタミンドロップ )                             | 2004 | Perfume: Complete Best |
| "Linear Motor Girl" (リニアモーターガール)                     | 2005 | Perfume: Complete Best |
| "Computer City" (コンピューターシティ)                         | 2006 | Perfume: Complete Best |
| "Electro World" (エレクトロ・ワールド)                         | 2006 | Perfume: Complete Best |
| Fan Service [sweet]                                            | 2007 | Game                   |
| Polyrhythm                                                     | 2007 | Game                   |
| Baby cruising love/Macaroni                                    | 2008 | Game                   |
| Love the World                                                 | 2008 | Triangle               |
| Dream Fighter                                                  | 2008 | Triangle               |
| One Room Disco                                                 | 2009 | Triangle               |
| Fushizen na Girl / Natural ni Koishite                         | 2010 | JPN                    |
| Voice                                                          | 2010 | JPN                    |
| Nee                                                            | 2010 | JPN                    |
| Kasuka na Kaori / Laser Beam                                   | 2011 | JPN                    |
| Spice                                                          | 2011 | JPN                    |
| Spring of Life                                                 | 2012 | Level3                 |
| Spending all my Time                                           | 2012 | Level3                 |
| Mirai no Museum (未来のミュージアム, "museum van de toekomst") | 2013 | Level3                 |
| Magic of Love                                                  | 2013 | Level3                 |
| Sweet Refrain                                                  | 2013 | Cosmic Explorer        |
| Cling Cling                                                    | 2014 | Cosmic Explorer        |
| Relax in the City // Pick Me Up                                | 2015 | Cosmic Explorer        |
| Star Train                                                     | 2015 | Cosmic Explorer        |
| Tokyo Girl                                                     | 2017 | Future Pop             |
| If you wanna                                                   | 2017 | Future Pop             |
| Mugen Mirai (無限未来, "oneindige toekomst")                   |      |                        |

### Videoalbums

#### Liveoptredens
| titel | verschijningsdatum |
| --- | ------------------ |
| Fan Service［bitter］                                                                                                   | 14 maart 2007      |
| Budoukaaaaaaaaaan!!!!!                                                                                                  | 22 April 2009      |
| Perfume First Tour "Game"                                                                                               | 15 maart 2008      |
| Perfume Second Tour 2009: Chokkaku Nitōhen Sankakkei Tour (直角二等辺三角形TOUR, "Right Angle Isosceles Triangle Tour") | 13 januari 2010    |
| Kessei Jusshūnen, Major Debut Goshūnen Kinen! Perfume Live @ Tokyo Dome: 1 2 3 4 5 6 7 8 9 10 11                        | 21 februari 2011   |
| Perfume 3rd Tour: JPN                                                                                                   | 1 augustus 2012    |
| Perfume World Tour 1st                                                                                                  | 3 juni 2013        |
| Perfume 4th Tour in Dome: Level3                                                                                        | 9 april 2014       |
| Perfume World Tour 2nd                                                                                                  | 1 oktober 2014     |
| Perfume 5th Tour 2014: Gurun Gurun                                                                                      | 10 maart 2015      |
| Perfume World Tour 3rd                                                                                                  | 22 juni 2015       |
| Perfume Anniversary 10 Days 2015 PPPPPPPPPP: Live 3:5:6:9                                                               | 13 januari 2016    |
| Perfume 6th Tour 2016 ｢COSMIC EXPLORER｣                                                                                 | 5 april 2017       |

#### Muziekvideocollecties
| titel         | verschijningsdatum |
| ------------- | ------------------ |
| Perfume Clips | 12 februari 2014   |

#### Documentairefilms
| titel                                   | verschijningsdatum |
| --------------------------------------- | ------------------ |
| WE ARE Perfume -WORLD TOUR 3rd DOCUMENT | 18 juli 2016       |